# Boscia (plant)
Boscia is een geslacht uit de familie Capparaceae. De soorten uit het geslacht komen voor in Afrika, op het eiland Madagaskar en op het Arabisch schiereiland.

## Soorten
- Boscia albitrunca (Burch.) Gilg & Gilg-Ben.
- Boscia arabica Pestal.
- Boscia cauliflora Wild
- Boscia coriacea Graells
- Boscia fadeniorum Fici
- Boscia foetida Schinz
- Boscia gossweileri Exell
- Boscia integrifolia J.St.-Hil.
- Boscia kalachariensis Pestal.
- Boscia keniensis Beentje
- Boscia longifolia Hadj-Moust.
- Boscia madagascariensis (DC.) Hadj-Moust.
- Boscia matabelensis Pestal.
- Boscia microphylla Oliv.
- Boscia minimifolia Chiov.
- Boscia mossambicensis Klotzsch
- Boscia oleoides (Burch. ex DC.) Toelken
- Boscia pestalozziana Gilg
- Boscia plantefolii Hadj-Moust.
- Boscia polyantha Gilg
- Boscia praecox Hauman
- Boscia pruinosa Chiov.
- Boscia puberula Pax
- Boscia rotundifolia Pax
- Boscia salicifolia Oliv.
- Boscia senegalensis Lam.
- Boscia tomentosa Toelken
- Boscia urens Welw. ex Oliv.
- Boscia welwitschii Gilg